# گوتفرید فون ایردمانسدورف
گوتفرید فون ایردمانسدورف (زاده ۲۵ آوریل ۱۸۹۳ – درگذشته ۳۰ ژانویه ۱۹۴۶) یکی از ژنرال‌های ورماخت در طول جنگ جهانی دوم بود. او از سوی دادگاه نظامی شوروی به جرم جنایات جنگی در دادگاه مینسک به مرگ محکوم شد و در سال ۱۹۴۶ اعدام شد.

## دادگاه مینسک
ایردمانسدورف، که در آن زمان فرمانده به اصطلاح "قلعه موگیلف " بود، در اواخر ژوئن ۱۹۴۴ در جریان حمله موگیلف به نیروهای شوروی تسلیم شد. او در محاکمه‌ای معروف به محاکمه مینسک که از سوی دادگاهی که توسط اتحاد جماهیر شوروی برگزار شد به دلیل جنایات مرتکب شده در بلاروس به همراه ۱۸ متهم دیگر محاکمه شد و در نهایت ۱۴ نفر از آنها از جمله ایردمانسدورف در ۲۹ ژانویه ۱۹۴۶ به اعدام محکوم شدند. افسران در انظار عمومی (با بیش از ۱۰۰۰۰۰ تماشاگر غیرنظامی) در محل مسابقه اسب دوانی مینسک، در ۳۰ ژانویه ۱۹۴۶ به دار آویخته شدند.  او برادر کوچکتر ژنرال پیاده‌نظام ورماخت ورنر فون ایردمانسدورف بود.

## افتخارات
- صلیب شوالیه صلیب آهنینن در ۲۰ مارس ۱۹۴۲ با درجه سرهنگی و فرماندهی هنگ ۱۷۱ پیاده‌نظام[۳]

### کتابشناسی - فهرست کتب
- Fellgiebel, Walther-Peer (2000) [1986]. Die Träger des Ritterkreuzes des Eisernen Kreuzes 1939–1945 [The Bearers of the Knight's Cross of the Iron Cross 1939–1945] (به آلمانی). Friedberg, Germany: Podzun-Pallas. ISBN 978-3-7909-0284-6.
- Heer, Hannes (1995). "Der Minsker Prozess". Hannesheer.de.